# Aleksandria (gmina w województwie wołyńskim)
Aleksandria (do 1925 Kustyń) – dawna gmina wiejska istniejąca do 1939 roku w woj. wołyńskim (obecnie na Ukrainie). Siedzibą gminy była Aleksandria (Олександрія).
Gmina Aleksandria powstała 21 sierpnia 1925 roku w powiecie rówieńskim w woj. wołyńskim, w związku z przemianowaniem gminy Kustyń na Aleksandria . 12 grudnia 1933 roku do gminy Aleksandria przyłączono część obszaru gmin Klewań, Równe i Tuczyn, natomiast część obszaru gminy Aleksandria włączono do gminy Równe. 
Według stanu z dnia 4 stycznia 1936 roku gmina składała się z 41 gromad. Po wojnie obszar gminy Aleksandria wszedł w struktury administracyjne Związku Radzieckiego.